# Сербские обычаи
Сербские обычаи — закономерности бытования людей и взаимоотношения между людьми, отличающий сербов от других народов. Сербские обычаи будучи славянскими, также впитали в себя некоторые балканские и фракийские обряды. Особенностью сербских обычаев в целом является сильное влияние сербской православной церкви, которая приняла большое количество дохристианских обрядов. В связи с этим многие сербы не разделяют традиции народные и церковные, считая это единым целым.

## Крестная Слава
Одно из центральных мест в народной, культурной и религиозной жизни сербского народа занимает Крестная Слава. Сербы считают Славу одной из особенностей своей культуры. Крестная слава или Слава — праздник семейного святого. Каждая семья имеет своего святого покровителя, день памяти которого становится днем Крестной Славы. Святой наследуется сыновьями от главы семьи — обычно отца. Дочери наследуют Славу, если остаются в семье; замужние женщины обычно отмечают Славу мужа. Если семья сына переселяется далеко, то с разрешения отца сын может отмечать Славу в своём доме. Иначе же, пока жив глава семьи, сыновья отмечают Славу в его доме.
Крестную Славу празднует и весь сербский народ, как одна семья, в день святого Саввы Сербского.

## Сербские соборы
Народные, державные и церковные собрания или соборы — древняя традиция сербского народа.
Соборы вероятно произошли от собраний племён, которые представляли собой форму общественной жизни в древности. Самыми важными когда-то были державные соборы. На державных соборах выбирали королей, утверждали государственные и церковные порядки. Инициатива по созыву собора принадлежала правителю. На соборах решались вопросы войны и мира. Со времен царя Душана соборы стали созывать для чтения государственных законов.
Соборы созывались и по праздничным дням. В эти дни проходили праздничные церковные службы, происходило общение, обмен новостями, шла торговля. Такие соборы назывались панаджур. Панаджуры могли продолжаться от одного-двух до десяти и пятнадцати дней, при этом власти следили за порядком. Во времена турецкого господства они получили название вашар, или сайам.
Раньше на соборы люди приезжали в национальных нарядах, гуляли, пели, играли на народных инструментах, танцевали коло.

## Задушницы
Задушницы (серб. задушнице) — поминальные дни в народном календаре сербов.
Число таких дней различно в разных регионах; всего их насчитывается более десяти; среди них главными, отмечаемыми практически всюду, можно считать:
1. субботу перед масленицей (серб. зимске задушнице, отварне задушнице),
2. летние задушницы, приуроченные к Вознесению (серб. шумадийск. Спасовданске задушнице), к Троице (серб. троjичке, духовске, отворне задушнице, лесковац. пресветска задушница), или Николе вешнему (серб. вранск. лети задушнице) и
3. осенние задушницы, приходящиеся на субботу перед Димитровым днём, 26 октября, реже после него (серб. митровске задушнице, затворне задушнице) или на субботу перед Михайловым днём, 7 ноября (серб. михољске задушнице).

Каждые из этих трёх задушниц могут считаться в тех или иных регионах главными задушницами года.
В число календарных поминок могут включаться также Страстная пятница и суббота, понедельник Фоминой недели (серб. Ускрс за мртве, Ускрс покоjника, Побусани понедељак), кое-где также вторая, третья и четвёртая суббота Великого поста, Великий четверг (на пасхальной неделе). У сербов вся неделя, предшествующая сыропустной, считается поминальной и называется задушна недеља.
В Сербии календарные поминки отмечаются в субботу или в пятницу, которая, как постный день, считается для этого более подходящей (напр., в Левче и Темниче; в Хомолье и др.); нередко поминальные обряды начинаются вечером, а завершаются утром следующего дня.

## Божич
Божич (серб. Божић, рус. Коляда, Рождество) занимает центральное место в зимнем святочном цикле. Божич — самый любимый праздник сербов и черногорцев. Готовиться к нему начинают заблаговременно — с Николы зимнего. Накануне Божича отмечают Бадни дан (Сочельник), то есть день рождественского полена бадняка.
Вечером, перед рождественским ужином хозяин заносит бадняк вместе с соломой в дом, ставит поближе к огню, а хозяйка посыпает его пшеницей. После бадняк целуют все члены семьи, обильно намазывают мёдом и с его помощью разжигают семейный очаг. Полено должно гореть на протяжении всего праздника. Огонь этого полена также называется бадняк, или баднеданска ватра. Дубовые поленья и ветки жгут в этот вечер также на площадях сербских городов и сёл. Это ритуальное сожжение обозначает, что совершается переход к новому календарному циклу, к новому временному витку.
В этот вечер женщины готовят рождественский пирог и постные блюда. Обычно главным блюдом является карп или иная большая речная рыба. В ночь перед Рождеством семьи молятся, поют тропарь «Рождество твоё», поздравляют друг друга с сочельником и садятся за стол. За столом на Рождественский сочельник, как правило, собирается вся семья.
С наступлением темноты молодёжь ходит из дома в дом колядовать с пением колядок и различными магическими действиями, призванными благополучие, урожай и здоровье в наступающем году. Колядование больше сохранилось в восточной и южной Сербии.
С рождественской службы сербы приносят в дом просфоры и целый день приветствуют друг друга словами «Христос родился!» — «Воистину родился!». Утром приступают к выпечке чесницы с первым звоном церковных колоколов. «Чеснице» — круглый обрядовый хлеб, приготовленной без дрожжей, из белой муки, иногда на воде, взятой из трёх источников. В переводе с сербского слово «чесница» означает «кусочек счастья» («чест» — кусок и «срећа» — счастье). Чесница разламывается на куски и раздаётся гостям, собравшимся на Рождество. Вторая половина дня посвящаются посещению друзей, танцам, песням и гуляньям. Гости в ожидании рождественского обеда собираются в гостиной или на крытой веранде, где хозяйка угощает гостей горячей ракией, сыром и фруктами. Главное блюдо рождественского обеда — жареный на вертеле рождественский поросёнок (серб. печеница).

## Полазник
Полазник (серб. Полажајник) — первый гость в Рождественское утро. Считалось, что в зависимости от того кто будет в это утро первым гостем — такой и год будет. Поэтому к Полазнику было особое отношение: его называют «божественным гостем», воспринимают как посланца предков, он — связующее звено между «этим» и «тем» миром. Верят, что счастье обойдёт стороной тот дом, который не посетит полазник.
Входя в дом, полазник обменивался с хозяевами приветствиями, после чего его угощали и сажали у очага. Полазник (или хозяин до его прихода) двигал полено в очаге (бадняк), чтобы продвигались вперёд дела и благополучие в доме и в хозяйстве (Шумадия), ударял принесённой с собой веткой угли, стараясь выбить как можно больше искр, и при этом произносил благопожелание: «Колико варница, толико оваца, новаца, чељади, говеди, ягњади, крмака, трмака» — досл.: «Сколько искр, столько овец, денег, детей, скота, ягнят, боровов, ульев». Его накрывали белым шерстяным домотканым ковром, чтобы на молоке был толстый слой сливок; затем его сажали на треногий стул, но полазник не успевал сесть, как хозяйка выдергивала из-под него стул и полазник падал. Это делалось для того, чтобы погибли все хищные птицы. По другим объяснениям, таким образом полазник «забивает счастье в дом». Полазник высоко затыкал ветку сливы, желая, чтобы все посеянные растения выросли так же высоко; чтобы высокой росла конопля, на жердь вешали кожаный сапог с правой ноги полазника (серб.)

## Савиндан
Савиндан (рус. День святого Саввы) празднуется в Сербии 27 января. Русская православная церковь почитает память Святого Саввы на два дня раньше — 12 (25) января. Святой Савва — самый почитаемый сербский святой, основоположник автокефальной Сербской православной церкви.
Разные даты почитания Святого Саввы в Русской и Сербской церквях объясняется тем, что даты были определены разными исследователями. Из описания болезни и упокоения святого Саввы его биографами, следует, что он преставился в воскресение. А какого месяца было это воскресение, какого числа и какого года — не упоминается. Установлением даты занимался ряд известных учёных. Упоминание 12 января как праздника святого Саввы найдено в начале XV века — в рукописном Евангелии 1401 года, которое сейчас находится в Румянцевском музее в Москве. На сегодняшний день это самое раннее из известных упоминание такой даты. В то же время профессор Анастасиевич убедительно доказывает, что святой Савва умер 13 января 1236 года. Но ещё во времена короля Владислава, вскоре после смерти святого Саввы, его поминовение и служба указываются под датой 14 января. По мнению профессора Анастасиевича, это связано с тем, что Сербская Церковь желала иметь для святого Саввы полную, отдельную службу, а это не могло быть 13 января, так как по Евергетидскому Типикону, который тогда использовался в Сербии, попразднство Богоявления имело шесть, а не семь дней, и отдание его приходилось на 13, а не 14 января. В попразднство святой, поминание которого приходится на тот день, не мог иметь отдельную службу; и чтобы святой Савва имел такую службу, дата была перенесена на 14 января.
У сербов святой Савва считался покровителем и защитником волков. В «свой» день он, по народным верованиям, залезает на грушу, созывает волков, угощает их и распределяет, чей скот станет их жертвой в течение года. Святого считали также хозяином градовых туч; когда надвигалась туча, к нему обращались с просьбой «отвести своих говяд от села».
В 1830 году святой Савва был объявлен покровителем школ. С тех пор Савиндан, отмечается как школьная «слава» во всех школах Сербии и Республики Сербской и является для школьников выходным днём. В храме святого Саввы в этот день служит литургию Патриарх Сербской Православной церкви. А в белградском Центре святого Саввы проводятся праздничные мероприятия, где Министерство просвещения вручает награды имени святого Саввы учащимся, студентам, учителям, преподавателям и общественным деятелям, внёсшим большой вклад в развитие образования и воспитания в Сербии. Там же проводится праздничный концерт.

## Васкрес
Васкрес (серб. Васкрс, Ускрс, Велигдан (от Великдан); рус. Пасха, Велик день) относится к древним христианским праздникам, но сохраняет в себе и дохристианские элементы, хотя народные обряды не столь выражены, как в других праздничных обычаях весенне-летнего цикла.
Главный символ сербской Пасхи — крашеные яйца, которые дарят друг другу, угощают ими гостей. Дети устраивают своеобразное соревнование («битки»), разбивая скорлупу. Самое крепкое яйцо оставляют в доме на весь год, оно является символом домашнего очага — оберегом дома (серб. чувар куче). Яичную скорлупу от съеденных пасхальных яиц бросали в реку.
В некоторых местах, в частности в Лесковацкой Мораве (ю.-серб.), в знак траура по распятому Христу, пасхальные яйца красили не в красный, а в чёрный цвет без каких-либо рисунков, и эти яйца назывались монахами.
По сей день сохранился обычай класть пасхальное яйцо в муравейник, так как считается, что это приносит удачу и достаток в доме. Первое пасхальное яйцо, называемое «страшник», хранили в течение года, и в случае грозы, выносили из дома, чтобы защитить посевы от града. В Шумадии такое яйцо, называемое охранным, закапывали на первом вспаханном осенью поле для плодородия и защиты посевов от града.
В некоторых районах Сербии было принято на Пасху ходить на кладбище и оставлять крашеные яйца и другую еду на могилах предков за упокой их душ.

## Джурджевдан
Джурджевдан (серб. Ђурђевдан; рус. Юрьев день) праздновался как первый день лета. Период от Митровдана до Джурджевдана считается зимним полугодием, а от Джурджевдана до Митровдана — летним.
В этот день отменялись многочисленные пищевые табу. До этого дня можно было есть только старые овощи, а всю молодую зелень запрещалось даже вносить в дом. В Юрьев день также теряли свою силу запреты на молодое мясо и молочные продукты (которые не ели с начала Великого поста или с 1 марта): в этот день первый раз ели домашнюю птицу и ягнятину, пили молоко, готовили сыр и угощали им гостей и т. д. Первое надоенное молоко, как и любые другие первые продукты, было предназначено предкам (молоко раздавали соседям на помин души, лили в воду и др.). Нарушение этого правила грозило гибелью приплода и болезнью всего стада. Наиболее последовательно запрет пить молоко до Юрьева дня соблюдался женщинами, у которых умерли грудные дети. По южнославянским поверьям, на «том свете» такие дети сидят на молочном дереве и пьют молоко. Если мать умершего ребёнка нарушит запрет, он отлучается от дерева, остаётся голодным и проклинает её.
Джурджевдан — первый в ряду нескольких праздников, когда практиковался сбор лекарственных трав и прочих полезных и наделяемых магическими свойствами растений; эти травы хранили для лечения, ими закармливали в Юрьев день скот, украшали дома и все хозяйственные постройки в апотропеических целях (для защиты от града, засухи, насекомых-вредителей).
В обрядности южных и восточных славян Юрьев день посвящён магии, связанной с обеспечением здоровья. В этот день собирали росу, которую использовали для лечения, взвешивались на весах, прикреплённых на молодом дереве, чтобы весь год быть здоровыми; опоясывались по голому телу зелёными ветками, катались и кувыркались по росе и др. В некоторых сёлах женщины венками из цветов украшали ворота, двери домов и своих комнат. С этим днём связаны многочисленные гадания по сорванной зелени: увядшие к утру стебли предвещали домочадцам болезни и смерть, а сохранившие свежесть — здоровье и долголетие.
У сербов в некоторых районах до недавнего времени в этот день ритуальная процессия девушек («кралица») обходила дома с пожеланиями здоровья и счастья всем домочадцам.
В этот день заключали новые хозяйственные договоры на период до Митровдана, то есть на летнее полугодие. На Джурджевдан Крестную Славу отмечают те семьи, чьим святым покровителем считается Святой Георгий.

## Додола
Додола — весенне-летний обряд вызывания дождя, а также центральный персонаж или участник этого обряда. Центральный персонаж обряда — обычно увитая зеленью девочка-сирота, девушка, ребёнок, родившийся после смерти отца, последний ребёнок-девочка у матери (если мать впоследствии родит ещё одного ребёнка, в селе ожидаются большие несчастья), реже — мальчик. Участники обряда обходят сельские дома. После исполнения обрядовой песни и танца перед домом хозяева окатывают основную участницу водой. Имитируя дождь, иногда обливали через решето или сито, при этом «Додола» вертится, чтобы разбрызгать вокруг себя побольше воды.
Затем хозяева одаривают исполнителей. Собранные подарки и продукты участники процессии делят между собой (большую долю получает ребёнок-сирота); обычно устраивается совместная трапеза.
Обряд исполняется во время засухи, в основном в период от Юрия до Петрова дня (Сербия), между Пасхой и Троицей (Румыния, Болгария), в Ильин день (Греция).
В сербских и западно-болгарских областях в обряде зафиксировано ношение, волочение креста, что сближает Додолу с другим обрядом вызывания дождя: серб. крестоноше, литиjе, болг. кръсти. В северо-хорватских областях элементы ритуала (обливание водой украшенного зеленью участника) обнаруживаются в обряде Зелёный Юрий, на Косово процессия доjдолице включает черты известного у южных славян обхода краљице: выделяются два персонажа — «невеста» и «парень», который несёт «знамя» из красной ткани с яблоком и полотенцем на конце древка.

## Видовдан
Видовдан (рус. Видов день) — главный национальный праздник Сербии, отмечаемый 15 (28) июня.
У сербов в почитании Вита явно проступает культ языческих божеств. Его считают одним из четырёх святых, вызывающих летний град. По поверью после Видова дня солнце поворачивает к зиме. По народной этимологии имя Вита (Вида) в обрядовых практиках связано с его функцией врачевателя глаз.
Накануне этого дня сербы разводят священный огонь «Крийес» (серб. криjec), разводимый также накануне Иванова, Петрова и Юрьева дней, с которыми народные предания связывают «старинные воспоминания о боге-громовнике, возжигателе небесного пламени. В одном из рукописных прологов крес, кресины — поворот солнца на лето».
По церковному преданию, в ночь перед битвой князю Лазарю явился ангел и спросил его, что он выбирает — «царствие земное», то есть победу над турками и благополучие Сербии (но только пока он сам будет жить на земле) или мученичество ради Царствия Небесного (а также обещание, что сербский народ до конца времён останется православным). Лазарь ответил, что «земное царство — на миг, а небесное царство — навек» («земаљско је за малена царство, а небеско увек и довека»).
Согласно легендам, накануне «Видовдана», в глухую пору ночи все реки начинают течь красные, как кровь, потому что очень много воинов в тот день оставили свои жизни на Косовом поле. В «Видовдан» кукушки перестают куковать — в память о погибших косовских героях. В этот день в Сербии не поют и не веселятся.

## Запис
У сербов существует традиция почитания «главного» сельского дерева, которое называется «запис». На его коре вырезался крест. «Запис» считался местной святыней, освящённой в один из календарных праздников, отмечаемый в дальнейшем как общесельская «слава» (престольный праздник), преимущественно в целях защиты села и посевов от грозы и града, а также ради урожая и благополучия. В качестве «записа» выбиралось либо крупное дерево (дуб, вяз, бук, ясень), либо плодовое (груша, в том числе дикая, орех грецкий). Особенное значение дерево-«запис» приобретало в тех сёлах, где не было церкви. Нередко недалеко от дерева устанавливался и крест. Здесь нельзя было спать и справлять нужду, рубить деревья, ломать или собирать ветки, срывать плоды, взбираться на «запис». И даже состарившееся засохшее дерево оставляли нетронутым.
Ежегодно в престольный праздник процессия во главе со священником обходила с крестным ходом «записы», под ними читалась общая молитва; на стволе дерева обновлялся крест; часто под «записом» приносили в жертву ягнёнка, причем так, чтобы кровь жертвенного животного обязательно пролилась на ствол и на корни; здесь же устраивали трапезу с традиционным «преломлением хлеба». В остальное время место под деревом служило местом сельского сбора во время празднеств; местом, где можно укрыться во время грозы (считалось, что в освященное дерево не бьет гром); больные оставляли на ночь на «записе» одежду, которая должна была принести им излечение. В сёлах, где не было церкви, её заменяло дерево-«запис», под кроной которого венчали новобрачных, крестили детей и т. п.